# Sasha Alex Sloan
Sasha Sloan (Boston, 11 de março de 1995) é uma compositora e cantora americana.